# اچ‌ام‌ای‌اس دابو (اف‌سی‌پی‌بی ۲۱۴)
اچ‌ام‌ای‌اس دابو (اف‌سی‌پی‌بی ۲۱۴) (به انگلیسی: HMAS Dubbo (FCPB 214)) یک کشتی بود که طول آن ۱۳۷٫۶ فوت (۴۱٫۹ متر) بود. این کشتی در سال ۱۹۸۴ ساخته شد.